# Парламентські вибори у Ліхтенштейні 2009
Парламентські вибори проходили у Ліхтенштейні 8 лютого 2009.
За результатами виборів консервативна Прогресивна громадянська партія Ліхтенштейну втратила багато голосів, так само як і зелений соціал-ліберальний Вільний список; натомість націонал-ліберальний Патріотичний союз отримав багато голосів та пряму владу у Ландтазі.
| Патріотичний союз                                                        | 95,188  | 47,61 | 13 |
| Прогресивна громадянська партія                                          | 86,922  | 43,48 | 11 |
| Вільний список                                                           | 17,825  | 8,92  | 1  |
| Усього (явка 84,63 %)                                                    | 199 935 | 100%  | 25 |
| Джерело: landtagswahlen.li [Архівовано 23 липня 2012 у Wayback Machine.] |         |       |    |